# Tržišni mehanizam
U ekonomiji, tržišni mehanizam jeste mehanizam koji uz upotrebu novca,dobijenog  razmenom između kupaca i prodavaca u otvorenom i sporazumnom sistemu vrednosti i uz vremenski kompromis, teži da optimizuje distribuciju dobara i usluga barem na neki način. Ovaj mehanizam može postojati na slobodnim tržištima ili u zatvorenim ili kontrolisanim tržištima koja koriste ponudu i tražnju, ili neki drugi oblik naplate za oskudna dobra, kako bi izabrali između različitih granica proizvodnih mogućosti. U tržišnim privredama, sve resurse dostavlja privatni sektor (pojedinci, domaćistva, grupe pojedinaca); u planskoj privredi, svi resursi su u vlasništvu javnog sektora (lokalna ili centralna vlast); i, u mešovitoj  privredi, neki resursi su u vlasništvu oba sektora, privatnog i javnog. U stvarnosti, prve dve privrede su najčešće teoretske, dok je treća zapravo zastupljena. Resursi su alocirani na osnovu sila ponude i tražnje, i ovo je poznato kao tržišni neuspeh.
Mešanje države u tržišni mehanizam dovodi do ekonomske neefikasnosti kada se primenjuje na privatna dobra. Cene u sebi sadrže mnoge informacije. One ne samo da govore šta treba proizvoditi, već informišu proizvođače da proizvode ono što ljudi žele. Što je informacija manje tačna, manja je i ekonomska koordinacija, što će zauzvrat dovesti do smanjenja zadovoljenja potreba. Tako da intervencije koje utiču na informacije sadržane u ceni, mogu biti destruktivne po ekonomski razvoj ako se pogrešno primene ili prekomerno koriste. Međutim, tržišni mehanizam češto ne može optimizovati javna dobra, zbog problema kao što je „tragedija zajedničkog poseda“. Na primer, moderni auto-putevi su dobri za ekonomski razvoj, ali je bilo neophodno planiranje i alokacija od strane države kako bi uopšte nastali.
Drugi tržišni mehanizmi uključuju državnu fiskalnu politiku i monetarnu politiku, što je opisano Fridmanovim pravilom koje je predložio Milton Fridman. Ove politike će uticati na potražnju putem prilagođavanja cena kroz poreze i naknade i kroz prilagođavanje vrednosti novca putem odgovarajuće ponude novca.